# Litvániai Lengyelek Választási Akciója – Keresztény Családok Szövetsége
A Litvánia Lengyelek Választási Akciója – Keresztény Családok Szövetsége (litvánul Lietuvos lenkų rinkimų akcija - Krikščionskų seimų sajunga) a litvániai lengyel kisebbség politikai pártja, amelyet 1994-ben alapítottak. A párt négy képviselője már a párt megalapítása előtt, 1992-ben bejutott a parlamentbe.

## Választási eredmények
| Választás éve | Szavazatok száma | Szavazatok aránya | Mandátumok száma | Parlamenti státusz |
| ------------- | ---------------- | ----------------- | ---------------- | ------------------ |
| 1992          | 39 772           | 2,14%             | 4                | ellenzék           |
| 1996          | 40 941           | 3,13%             | 1                | ellenzék           |
| 2000          | 28 641           | 1,95%             | 2                | kormánypárt        |
| 2004          | 45 302           | 3,8%              | 2                | ellenzék           |
| 2008          | 59 237           | 4,79%             | 3                | ellenzék           |
| 2012          | 79 840           | 6,08%             | 8                | kormánypárt        |
| 2016          | 69 810           | 5,72%             | 8                | kormánypárt        |
| 2020          | 56 382           | 4,97%             | 3                | ellenzék           |
| 2024          | 48 267           | 3,89%             | 3                | ellenzék           |

A párt háromszor vett részt az európai parlamenti választásokon, jelenleg (2020) egy EP-mandátuma van.